# جيمس إس. ترومان
جيمس إس. ترومان هو سياسي أمريكي، ولد في 24 أغسطس 1874 في أويغو في الولايات المتحدة، وتوفي في 1957. نشط حزبياً في الحزب الجمهوري. وقد انتخب عضو مجلس ولاية نيويورك ‏.